# SB 103
Die Dampflokomotivreihe SB 103 war eine Tenderlokomotivreihe der Südbahngesellschaft (SB), einer privaten Bahngesellschaft Österreich-Ungarns.
Die kleinen, zweiachsigen Lokomotiven wurden auf der Kleinbahn Windisch-Feistritz S.B.–Stadt Windisch-Feistritz eingesetzt.
Die beiden Lokomotiven wurden vom Land Steiermark bestellt und wurden 1909 von Krauss in Linz an die Kleinbahn geliefert.
Die Südbahngesellschaft (SB), die 1908 bis 1918 den Betrieb auf der Kleinbahn führte, führte die Maschinen als Reihe 103 mit den Betriebsnummern 101–102.
Nach Ende des Ersten Weltkrieges verliert sich ihre Spur.
Möglicherweise kamen sie nach Jugoslawien.